# Borowiec leśny
Borowiec leśny lub borowiaczek (Nyctalus leisleri) – gatunek ssaka z podrodziny mroczków (Vespertilioninae) w obrębie rodziny mroczkowatych (Vespertilionidae).

## Nazewnictwo
W polskiej literaturze zoologicznej gatunek Nyctalus leisleri był oznaczany nazwą „borowiaczek”. W wydanej w 2015 roku przez Muzeum i Instytut Zoologii Polskiej Akademii Nauk publikacji „Polskie nazewnictwo ssaków świata” aby uniknąć wrażenia, że takson ten należy do innego rodzaju, gatunkowi nadano nazwę „borowiec leśny”, jako przynależnego do rodzaju borowiec (Nyctalus).

## Taksonomia
Gatunek po raz pierwszy zgodnie z zasadami nazewnictwa binominalnego opisał w 1817 roku niemiecki przyrodnik Heinrich Kuhl, nadając mu nazwę Vespertilio Leisleri. Holotyp pochodził z Hanau, w Hesji, w Niemczech. Podgatunek po raz pierwszy zgodnie z zasadami nazewnictwa binominalnego opisał w 1825 roku angielski podróżnik Thomas Edward Bowdich, nadając mu nazwę Nyctalus verrucosus. Okaz typowy pochodził z Madery. 
Nyctalus leisleri jest taksonem siostrzanym w stosunku do N. azoreum, z bardzo ograniczonym rozróżnieniem genetycznym między nimi, chociaż N. azoreum jest morfologicznie i ekologicznie odrębny oraz był izolowany na Azorach przez wystarczająco długi czas, aby umożliwić pewne zróżnicowanie genetyczne między różnymi populacjami wyspiarskimi. Wyspowy podgatunek verrucosus był czasem uważany za odrębny gatunek, ale jest włączany do N. leisleri, na podstawie morfometrii czaszki i danych genetycznych. Autorzy Illustrated Checklist of the Mammals of the World rozpoznają dwa podgatunki.

### Etymologia
- Nyctalus: gr. νυκταλος nuktalos lub νυσταλος nustalos „senny, ospały”[15].
- leisleri: dr Johann Philipp Achilles Leisler (1771–1813), niemiecki lekarz, przyrodnik[16].
- verrucosus: łac. verrucosus „brodawkowaty”, od verruca „brodawka”[17].

## Zasięg występowania
Borowiec leśny występuje w Eurazji i Afryce zamieszkując w zależności od podgatunku:
- N. leisleri leisleri – Europa od Irlandii, Wielkiej Brytanii i Półwyspu Iberyjskiego na wschód do południowo-zachodniej Rosji, Kaukazu, Turcji i północnego Iranu, izolowane populacje w południowej Szwecji, na Korsyce, Cyprze, zachodniej i północnej Krecie (zapisy mogą dotyczyć przypadkowych migrujących osobników), północna Afryka w północnym Maroku, północnej Algierii i jeden zapis z północno-wschodniej Libii, południowo-środkowa Azja w północno-wschodnim Afganistanie, północnym Pakistanie i północno-zachodnich Indiach; być może wyspa Rodos u wybrzeży zachodniej Turcji, ale prawdopodobnie są to zabłąkane osobniki z populacji kontynentalnej.
- N. leisleri verrucosus – Madera i Wyspy Kanaryjskie (Teneryfa, La Palma).

## Morfologia
Długość ciała (bez ogona) 48–72 mm, długość ogona 35–48 mm, długość ucha 11–16 mm, długość tylnej stopy 9–10 mm, długość przedramienia 35–46 mm; masa ciała 8–20 g. Jest podobny do borowca wielkiego, lecz jest znacznie mniejszy, o charakterystycznie dwubarwnym futerku (nasady włosów ciemniejsze, końcówki jaśniejsze). Kariotyp wynosi 2n = 46 i FNa = 50.

## Charakterystyka
Zamieszkuje europejską strefę lasów liściastych. Poluje na drobne i średniej wielkości owady, chwytane wyłącznie w powietrzu, najczęściej na dużej wysokości i z dala od przeszkód terenowych (np. koron drzew). Jego kryjówki w Polsce stanowią niemal wyłącznie dziuple drzew oraz skrzynki lęgowe, natomiast w bezleśnym krajobrazie Irlandii występuje powszechnie w budynkach. Gatunek wędrowny, odlatuje na zimę do południowej i zachodniej Europy. W 2023 roku w Parku im. Stefana Żeromskiego w Warszawie po raz pierwszy w stolicy Polski stwierdzono obecność borowca leśnego. 

## Ochrona
W Polsce jest objęty ścisłą ochroną gatunkową oraz wymagający ochrony czynnej, dodatkowo obowiązuje zakaz fotografowania, filmowania lub obserwacji, mogących powodować płoszenie lub niepokojenie. W Polsce uważany za rzadki i narażony na wymarcie w skali kraju. Jednak lokalnie, zwłaszcza w starych kompleksach leśnych (Puszcza Białowieska, Puszcza Kozienicka) oraz na południowym wschodzie kraju jest jednym z najczęstszych gatunków nietoperzy. Zarazem jest najpospolitszym i najliczniejszym nietoperzem w Irlandii, niekiedy uważanej za główną europejską ostoję tego ssaka.